# Polyopis striata
Polyopis striata is een zeeanemonensoort uit de familie Polyopidae. De anemoon komt uit het geslacht Polyopis. Polyopis striata werd in 1882 voor het eerst wetenschappelijk beschreven door Hertwig. 